# Nocturna
Nocturna, la nit màgica (títol original: Nocturna) és una pel·lícula d'animació de coproducció franco-espanyola del 2007 dirigida per Adrià García i Víctor Maldonado i produïda per Filmax Animation. La versió original es va fer en anglès, però hi ha un versió en català.

## Sinopsi
Què és el que fa a la nit tan misteriosa? Què ens fa dormir, somiar i despertar al matí amb els ulls pegats, la boca seca i el pèl regirat, amb els peus fora del llit, el pijama pels genolls i unes incontenibles ganes de fer pipí? Potser hi ha algú en algun lloc, vetllant perquè tot ocorri com ha d'ocórrer? Cert és que Tim mai es va fer aquestes preguntes, però des del moment en què, assegut sobre la teulada de l'orfenat abandonat, va veure caure del cel aquella petita i fràgil estrella, va començar a adonar-se que alguna cosa no era com ell imaginava.

## Repartiment
La pel·lícula va ser doblada al català l'any 2007 a l'estudi Deluxe 103 (a Barcelona).
| Personatge           | Veu original            | Veu catalana              |
| -------------------- | ----------------------- | ------------------------- |
| Tim                  | Lloyd F. Booth Shankley | José Antonio Torrebadella |
| Pastor de Gats       | Robert Paterson         | Joan Carles Gustems       |
| Moka                 | Toby Harper             | Jaume Comas               |
| Estrella Polar       | ???                     | Núria Trifol              |
| Senyor Pi            | Joshua Zamrycki         | Aleix Estadella           |
| Murray               | –                       | Domènec Farell            |
| Rizador de cabell #1 | –                       | Anna Maria Camps          |
| Rizador de cabell #2 | –                       | Roser Aldabó              |
| Rizador de cabell #3 | –                       | –                         |

## Premis
- Millor pel·lícula d'animació als VI Premis Barcelona de Cinema[4]
- Goya a la millor pel·lícula d'animació (2008)[5]
- Festival de Cinema d'Animació d'Annecy (2008): Nominada al Cristall a la millor pel·lícula.[6][7]